# Храњеник
Храњеник је југословенски филм из 1970. године. Режирао га је Ватрослав Мимица, а сценарио је писао Милан Гргић.

## Радња
Група затвореника у концентрационом логору кује план како да се реши тлачитељског капоа Густија. Одлуче највећи део својих дневних оброка давати најснажнијем међу њима, како би довољно ојачао да ликвидира насилника. Али, догоди се неочекиван обрат...

## Улоге
| Глумац            | Улога    |
| ----------------- | -------- |
| Фабијан Шоваговић | Апостол  |
| Ђузепе Адобати    | професор |
| Никола Ангеловски | Мали     |
| Татјана Бељакова  | Вилма    |
| Звонимир Чрнко    | песник   |
| Илија Ивезић      | Јаки     |
| Едо Перочевић     | Пиро     |
| Круно Валентић    | Дуги     |
| Борис Фестини     | логораш  |
| Адам Ведерњак     | Логораш  |
| Виктор Лељак      | Логораш  |